# Pidlisne, Kremeneț
Pidlisne (în ucraineană Підлісне) este un sat în comuna Ploske din raionul Kremeneț, regiunea Ternopil, Ucraina.

## Demografie
Componența lingvistică a localității Pidlisne
     Ucraineană (99,55%)
     Alte limbi (0,45%)
Conform recensământului din 2001, majoritatea populației localității Pidlisne era vorbitoare de ucraineană (99,55%), existând în minoritate și vorbitori de alte limbi.